# Nikolaos Kanabos
Nikolaos Kanabos được hội đồng nguyên lão, các linh mục và dân chúng Constantinopolis bầu làm Hoàng đế của Đế quốc Đông La Mã trong cuộc Thập tự chinh thứ tư vào ngày 25 hoặc 27 tháng 1 năm 1204 đối lập trực tiếp với các đồng hoàng đế Isaac II và Alexius IV. Nikolaos là một nhà quý tộc trẻ tuổi (có thể là người thân của các hoàng đế nhà Angelos) được chọn chỉ sau ba ngày kể từ ngày phân loại thông qua nhiều ứng cử viên miễn cưỡng và đã từ chối đảm nhận vị trí cao quý này. Dù được nhân dân bầu chọn, ông không bao giờ chấp nhận ngôi vị hoàng đế và tạm thời lánh nạn vào một bệ thờ bên trong Thánh đường Hagia Sophia. Alexios V "Mourztouphlos", người đã phế truất hai vị Hoàng đế Isaac II và Alexios IV hứa sẽ giao cho ông một chức vụ nổi bật trong chính quyền mới, nhưng Nikolaos cương quyết từ chối những điều kiện này. Vào ngày 8 tháng 2 năm 1204, sau khi khước từ lời triệu tập của Alexios V, Hoàng đế Nikolaos Kanabos liền bị đám lính lôi ra khỏi nhà thờ rồi siết cổ trên những bậc thềm lát bằng đá cẩm thạch được trang trí công phu của Nhà thờ Hagia Sophia. Nhà sử học Niketas Choniates đã mô tả Nikolaos Kanabos như một người tử tế, hòa nhã và thông minh.